# おとり捜査
おとり捜査（囮捜査、おとりそうさ）とは、捜査機関が対象者に犯罪の実行を働きかけ、犯罪が実行されるのを待って対象者を検挙する捜査手法。

## 概説
令状による通常逮捕など他の捜査手法によっては検挙するのが難しい犯罪（薬物犯罪、買春など）について、おとり捜査が用いられることがある（この場合のおとりは、アジャン･プロボカトゥールagent provocateurとも称される）。知的財産権を侵害すると思われる偽ブランド商品や海賊版ソフト、児童ポルノなどの猥褻物、麻薬などの薬物などが、路上やインターネットオークションなどで販売されている場合、覆面捜査で商品を購入し捜査、摘発する買い受け捜査もある。

## アメリカ合衆国におけるおとり捜査

### おとり捜査の意義
アメリカ合衆国では、おとり捜査が発達しており、そのための予算も認められているほど、極めて頻繁に用いられる捜査手法であり、その行き過ぎを是正する必要から、アメリカ合衆国司法省長官による準則が定められているほか、判例上、わなの抗弁が認められている。

### わなの抗弁
アメリカ合衆国においては、おとり捜査によって検挙された被告人について、犯罪が捜査官によって誘発されたものであって、被告人には訴追されている犯罪と同種の犯罪に関与する傾向がなかった場合には、その被告人を無罪とする「わなの抗弁」（entrapment defense、「わなの理論」とも）がある。
おとり捜査によって検挙された犯罪が訴追される場合、本来犯罪を阻止すべき国家が犯罪の発生を抑止せず、むしろこれに関与しているうえ、国家自らが発生に関与した（犯意誘発型で発生された）犯罪を国家が訴追することとなるため、その適法性に争いが生じる。

### おとり捜査の例
独特のおとり捜査例として、不法入国・不法滞在者のあぶり出しがある。2019年までにアメリカ合衆国移民・関税執行局は、実在しない架空の大学「ファーミントン大学」のウェブサイトを作成。同大学への入学を口実に査証を取得、アメリカに滞在した外国人、ブローカーら約250人を逮捕する、極めて大掛かりなおとり捜査を行った。
- オペレーション・フラッグシップ（英語版）
- レイチェル・ホフマン殺害事件（英語版） ‐ 司法取引で囮となった情報提供者が殺害された事件。

## 日本におけるおとり捜査

### おとり捜査の定義
日本の判例において、おとり捜査は捜査機関又はその依頼を受けた捜査協力者が、その身分や意図を相手方に隠して犯罪を実行するように働きかけ、相手方がこれに応じて犯罪の実行に出たところで現行犯逮捕などにより検挙するもの、と定義される（最高裁判所平成16年7月12日決定刑集58巻5号333頁）。
日本においてはおとり捜査の適法性についていくつかの裁判所判断において肯定されているものの「グレーな扱い」となっており、特別な必要性がない限りはおとり捜査を避ける傾向にある。

### おとり捜査に関する法令
麻薬及び向精神薬取締法第58条、あへん法第45条により麻薬取締官と麻薬取締員は麻薬やあへんに関する犯罪を捜査するにあたって、厚生労働大臣の許可を受けて、同法の禁止規定に関係なく薬物を譲り受けることができる旨の規定をしている（私的な所持はもとより、日本の警察官には認められない）。
銃刀法第27条の3により、警察官・海上保安官は銃器に関する犯罪の捜査にあたって、都道府県公安委員会の許可を受けて、銃刀法や火薬類取締法の禁止規定に関係なく銃器等を譲り受けることができる旨の規定をしている。
競馬法第29条の2、自転車競技法第54条、モーターボート競走法第13条、小型自動車競走法第58条の規定により、公営競技施行者職員（地方公共団体職員や公営競技経営団体職員）は担当大臣の許可を得て、公営競技のノミ行為に関する情報を収集するために「ノミ屋の客になることができる」旨の規定をしている。
これらの規定は、犯罪組織に身分を隠して近づいた時、違法行為を勧められることがあるが、ここで下手に断ると警察官その他の捜査員だと見破られる恐れがある場合において、あくまで自己の安全と捜査のために違法行為をした場合、担当者が罪に問われないようにするためである。
しかし、これらの規定はおとり捜査一般を許容するものとは解釈されていない。また逆に、これら規定が根拠にならないからといって、おとり捜査が一般に許容されないということにもならない。覚醒剤や大麻に関する犯罪に関しては、覚醒剤取締法や大麻取締法に、おとり捜査に関する明示規定は存在しない。
犯罪組織に接触するため偽造した身分証を提示する身分秘匿捜査の導入が検討されている。

### おとり捜査の類型
日本においては、アメリカ合衆国における「わなの抗弁」を参考に、おとり捜査を「犯意誘発型」と「機会提供型」とに二分する考え方（二分説）が登場し、学説の多数を占めた。
犯意誘発型犯罪意思のない者に対して、働きかけによって犯意を生じさせ、犯行に及んだところを検挙した事例を言う。
機会提供型既に犯意を有している者に対して、その犯意が現実化及び対外的行動化する機会（犯行の機会）を与えるだけの働きかけを行った結果、犯行に及んだところを検挙した事例を言う。
二分説は、犯意誘発型の場合、国家（捜査機関）の干渉がなければおよそ犯罪を行わなかったであろう者が犯罪を行うのであるから、まさに「国家が犯罪を創り出した」ものというべきであり許容されず、実体的訴訟要件が欠けるため、免訴すべき（刑事訴訟法337条類推適用）という。
ただし、二分説は、1990年代後半頃から2000年代初頭にかけて批判に曝され、多数的見解とは言えなくなった。

### おとり捜査に関する判例
最高裁判所昭和28年3月5日決定（刑集7巻3号482頁）は、麻薬取締法53条（当時の条文）の有無に関わらず、他人の誘惑によって犯罪を実行した者がいた場合、その誘惑をした者について教唆犯が成立しうることを前提に、その誘惑者が捜査機関であるということだけから、誘惑されて犯罪を実行した者の行為が、犯罪不成立とされることも、刑事手続上の違法があるということもできないとして、問題とされたおとり捜査の適法性を認めた。
最高裁昭和28年3月5日決定の事例は、既に犯罪（大麻樹脂の譲渡）を実行する決意をしていた被告人に対して、その犯罪を実行する機会を捜査機関側が与え、これに応じて犯罪を実行した被告人を検挙したという、いわゆる機会提供型であった。
続く最高裁昭和29年11月5日判決（刑集8巻11号1715頁）は、捜査機関が協力者を通じて、初め生阿片の取引斡旋を申し入れ、後に斡旋者の取引に対する熱意が揺らぐと、協力者を通じ、他の麻薬でもよいなどと斡旋者に申し入れさせ、被告人が麻薬を斡旋者に交付した際にこれを検挙したという事案において、最高裁判所昭和28年3月5日決定を引用しつつ、おとり捜査によって犯意を誘発されたことをもって犯罪の成立は否定されないとし、被告人を無罪とした原審を破棄し、差し戻した。これを犯意誘発型の事案における判例であると解する見解もある。
その後、下級審裁判例においては、二分説に依拠すると見られるものが続き、最高裁平成8年10月18日決定においては、おとり捜査は特別の必要がない限り許されないとする、大野正男・尾崎行信両裁判官の反対意見も付された（法廷意見は上告棄却）。
そして最高裁平成16年7月12日決定（刑集58巻5号333頁）は、二分説に拠れば機会提供型に分類される事案において、おとり捜査を一般的に定義した上で、これが任意捜査として許容され得るものであるとして、当該おとり捜査は適法であり、それによって得られた証拠の証拠能力も肯定した。

### おとり捜査をめぐる学説
おとり捜査の適法性については、そもそも捜査とは言えない場合があるとの指摘がある。
おとり捜査を一定の場合には許容する考え方の中にも、機会提供型は適法とする一方、犯意誘発型は違法とする見解のほか（この見解の中でも、犯意誘発型は実体的訴訟要件を欠くため免訴とする見解や、犯意を誘発して犯罪を実行させることが人格的自律権を侵害するため違法であるとする見解などがある）、任意捜査一般の問題として、おとり捜査によって侵害される捜査対象者の利益と、捜査の必要性・相当性とを比較衡量してその適法性を検討する見解、捜査対象者の被侵害利益ではなく、おとり捜査によって創出される法益侵害の性質に着目して相当性を判断すべきとする見解などがある。

## 他国の状況
- ドイツでは人を扇動して犯罪を起こさせたり、犯罪を試みたりすることはStGB §30と StGB §26によって禁止されているものの、そういった捜査での裁判は減刑などはされるものの審議自体は行う方針をとっている。